# تپه گنجه ۱
تپه گنجه ۱ مربوط به دوره ساسانیان است و در شهرستان ازنا، بخش جاپلق، دهستان جاپلق شرقی، ۷۰ متری غرب روستای گنجه واقع شده و این اثر در تاریخ ۷ اسفند ۱۳۸۶ با شمارهٔ ثبت ۲۱۳۳۱ به‌عنوان یکی از آثار ملی ایران به ثبت رسیده است.